# Rally van Ierland 2007
De Rally van Ierland 2007, formeel 3rd Rally Ireland, was de 3e editie van de Rally van Ierland en de vijftiende ronde van het wereldkampioenschap rally in 2007. Het was de 438e rally in het wereldkampioenschap rally die georganiseerd wordt door de Fédération Internationale de l'Automobile (FIA). De start en finish was in Sligo.

## Programma
| Etappe | Datum                               | Klassementsproeven | Competitieve afstand |
| ------ | ----------------------------------- | ------------------ | -------------------- |
| 1      | Donderdag 15 en vrijdag 16 november | 10                 | 168,07 kilometer     |
| 2      | Zaterdag 17 november                | 6                  | 104,74 kilometer     |
| 3      | Zondag 18 november                  | 4                  | 55,91 kilometer      |
|        |                                     |                    |                      |
| Totaal | Totaal                              | 20                 | 328,72 kilometer     |

## Resultaten
| Algemene top tien | Algemene top tien | Algemene top tien  | Algemene top tien          | Algemene top tien | Algemene top tien | Algemene top tien | Algemene top tien |
| Pos.              | #                 | Rijder             | Auto                       | Gr/kl             | Tijd              | Eerste            | Punten            |
| Pos.              | #                 | Navigator          | Inschrijving               | C                 | Straftijd         | Vorige            | Punten            |
| ----------------- | ----------------- | ------------------ | -------------------------- | ----------------- | ----------------- | ----------------- | ----------------- |
| 1.                | 1                 | Sébastien Loeb     | Citroën C4 WRC             | A8                | 3:01:39,2         | 0:00              | 10                |
| 1.                | 1                 | Daniel Elena       | Citroën Total WRT          | C                 | 0:10              | =                 | 10                |
| 2.                | 2                 | Daniel Sordo       | Citroën C4 WRC             | A8                | 3:02:32,6         | + 53,4            | 8                 |
| 2.                | 2                 | Marc Martí         | Citroën Total WRT          | C                 |                   | + 53,4            | 8                 |
| 3.                | 9                 | Jari-Matti Latvala | Ford Focus RS WRC 06       | A8                | 3:03:27,4         | + 1:48,2          | 6                 |
| 3.                | 9                 | Miikka Anttila     | Stobart VK Ford Rally Team | C                 |                   | + 54,8            | 6                 |
| 4.                | 4                 | Mikko Hirvonen     | Ford Focus RS WRC 07       | A8                | 3:03:56,9         | + 2:17,7          | 5                 |
| 4.                | 4                 | Jarmo Lehtinen     | BP Ford World Rally Team   | C                 |                   | + 29,5            | 5                 |
| 5.                | 7                 | Petter Solberg     | Subaru Impreza S12B WRC 07 | A8                | 3:04:35,0         | + 2:55,8          | 4                 |
| 5.                | 7                 | Phil Mills         | Subaru World Rally Team    | C                 |                   | + 38,1            | 4                 |
| 6.                | 18                | Guy Wilks          | Subaru Impreza S11 WRC 05  | A8                | 3:07:37,1         | + 5:57,9          | 3                 |
| 6.                | 18                | Phil Pugh          | Guy Wilks                  | A8                |                   | + 2:02,1          | 3                 |
| 7.                | 16                | Matthew Wilson     | Ford Focus RS WRC 06       | A8                | 3:11:44,1         | + 10:04,9         | 2                 |
| 7.                | 16                | Michael Orr        | Stobart VK Ford Rally Team | A8                |                   | + 4:07,0          | 2                 |
| 8.                | 20                | Gareth MacHale     | Ford Focus RS WRC 06       | A8                | 3:12:47,5         | + 11:08,3         | 1                 |
| 8.                | 20                | Allan Harryman     | Gareth MacHale             | A8                |                   | + 1:03,4          | 1                 |
| 9.                | 21                | Andreas Mikkelsen  | Ford Focus RS WRC 04       | A8                | 3:14:47,4         | + 13:08,2         |                   |
| 9.                | 21                | Ola Fløene         | Ramsport                   | A8                | 1:40              | + 1:59,9          |                   |
| 10.               | 53                | Niall McShea       | Subaru Impreza WRX STi     | N4                | 3:18:11,3         | + 16:32,1         |                   |
| 10.               | 53                | Marshall Clarke    | TaCK                       | N4                | 0:10              | + 3:23,9          |                   |
| DNF top tien      |                   |                    |                            |                   |                   |                   |                   |
| Pos.              | #                 | Rijder             | Auto                       | Gr/kl             | KP                | Reden             | Reden             |
| Pos.              | #                 | Navigator          | Inschrijving               | C                 | KP                | Reden             | Reden             |
| DNF               | 4                 | Marcus Grönholm    | Ford Focus RS WRC 07       | A8                | 4                 | Ongeluk           | Ongeluk           |
| DNF               | 4                 | Timo Rautiainen    | BP Ford World Rally Team   | C                 | 4                 | Ongeluk           | Ongeluk           |
| DNF               | 5                 | Manfred Stohl      | Citroën Xsara WRC          | A8                | 14                | Ongeluk           | Ongeluk           |
| DNF               | 5                 | Ilka Minor         | OMV Kronos Citroën WRT     | C                 | 14                | Ongeluk           | Ongeluk           |
| DNF               | 14                | Xavier Pons        | Subaru Impreza S12B WRC 07 | A8                | 4                 | Ongeluk           | Ongeluk           |
| DNF               | 14                | Xavier Amigò       | Subaru World Rally Team    | A8                | 4                 | Ongeluk           | Ongeluk           |
| DNF               | 19                | Kris Meeke         | Subaru Impreza S12 WRC 06  | A8                | 9                 | Mechanisch        | Mechanisch        |
| DNF               | 19                | Paul Nagle         | Kris Meeke                 | A8                | 9                 | Mechanisch        | Mechanisch        |
| DNF               | 22                | Eugene Donnelly    | Škoda Fabia WRC            | A8                | 3                 | Mechanisch        | Mechanisch        |
| DNF               | 22                | Harri Kaapro       | Eugene Donnelly            | A8                | 3                 | Mechanisch        | Mechanisch        |
| DNF               | 24                | Andrew Nesbitt     | Subaru Impreza S11 WRC 05  | A8                | 11                | Ongeluk           | Ongeluk           |
| DNF               | 24                | James O'Brien      | Andrew Nesbitt             | A8                | 11                | Ongeluk           | Ongeluk           |
| DNF               | 27                | Tim McNulty        | Subaru Impreza S11 WRC 05  | A8                | 12                | Mechanisch        | Mechanisch        |
| DNF               | 27                | Eugene O'Donnell   | Tim McNulty                | A8                | 12                | Mechanisch        | Mechanisch        |
| DNF               | 28                | Gareth Jones       | Ford Focus RS WRC 04       | A8                | 11                | Mechanisch        | Mechanisch        |
| DNF               | 28                | David Moynihan     | Stobart VK Ford Rally Team | A8                | 11                | Mechanisch        | Mechanisch        |
| DNF               | 29                | Ray Breen          | Ford Focus RS WRC 04       | A8                | 11                | Ongeluk           | Ongeluk           |
| DNF               | 29                | Andrew Purcell     | Stobart VK Ford Rally Team | A8                | 11                | Ongeluk           | Ongeluk           |
| DNF               | 34                | Mark Higgins       | Mitsubishi Lancer Evo IX   | N4                | 16                | Ongeluk           | Ongeluk           |
| DNF               | 34                | Scott Martin       | Mark Higgins               | N4                | 16                | Ongeluk           | Ongeluk           |

| PWRC top drie | PWRC top drie     | PWRC top drie |
| Pos.          | Rijder            | Pnt.          |
| ------------- | ----------------- | ------------- |
| 1             | Niall McShea      | 10            |
| 2             | Gabriel Pozzo     | 8             |
| 3             | Nasser Al-Attiyah | 6             |

## Statistieken

#### Klassementsproeven
| Etappe | Datum       | KP | Starttijd | Naam                   | Lengte   | Snelste rijder     | Tijd    | Gem. snelheid | Rallyleider     |
| ------ | ----------- | -- | --------- | ---------------------- | -------- | ------------------ | ------- | ------------- | --------------- |
| 1      | 15 november | 1  | 19:00     | Stormont Super Special | 1,82 km  | Marcus Grönholm    | 1:30,8  | 72,16 km/u    | Marcus Grönholm |
| 1      | 16 november | 2  | 8:05      | Geevagh 1              | 11,48 km | Sébastien Loeb     | 6:05,7  | 113,01 km/u   | Sébastien Loeb  |
| 1      | 16 november | 3  | 8:33      | Arigna 1               | 27,90 km | Daniel Sordo       | 15:44,0 | 106,40 km/u   | Sébastien Loeb  |
| 1      | 16 november | 4  | 9:24      | Lough Gill 1           | 20,57 km | Daniel Sordo       | 10:54,7 | 113,11 km/u   | Daniel Sordo    |
| 1      | 16 november | 5  | 11:29     | Geevagh 2              | 11,48 km | Sébastien Loeb     | 6:22,0  | 18,19 km/u    | Sébastien Loeb  |
| 1      | 16 november | 6  | 11:57     | Arigna 2               | 27,90 km | Sébastien Loeb     | 16:09,6 | 103,59 km/u   | Sébastien Loeb  |
| 1      | 16 november | 7  | 12:48     | Lough Gill 2           | 20,57 km | Daniel Sordo       | 10:55,5 | 112,97 km/u   | Sébastien Loeb  |
| 1      | 16 november | 8  | 15:01     | Glenboy                | 22,50 km | Sébastien Loeb     | 11:56,0 | 111,87 km/u   | Sébastien Loeb  |
| 1      | 16 november | 9  | 15:54     | Bencroy                | 15,44 km | Daniel Sordo       | 8:21,3  | 110,88 km/u   | Sébastien Loeb  |
| 1      | 16 november | 10 | 16:19     | Drumshanbo             | 8,66 km  | Sébastien Loeb     | 5:00,3  | 103,82 km/u   | Sébastien Loeb  |
|        |             |    |           |                        |          |                    |         |               | Sébastien Loeb  |
| 2      | 17 november | 11 | 8:13      | Sloughan Glen 1        | 20,95 km | Sébastien Loeb     | 11:37,7 | 108,10 km/u   | Sébastien Loeb  |
| 2      | 17 november | 12 | 9:08      | Ballinamallard 1       | 17,96 km | Sébastien Loeb     | 9:35,9  | 112,27 km/u   | Sébastien Loeb  |
| 2      | 17 november | 13 | 9:51      | Tempo 1                | 13,46 km | Sébastien Loeb     | 7:31,6  | 107,30 km/u   | Sébastien Loeb  |
| 2      | 17 november | 14 | 14:04     | Sloughan Glen 2        | 20,95 km | Chris Atkinson     | 11:25,7 | 109,99 km/u   | Sébastien Loeb  |
| 2      | 17 november | 15 | 14:59     | Ballinamallard 2       | 17,96 km | Sébastien Loeb     | 9:30,7  | 113,29 km/u   | Sébastien Loeb  |
| 2      | 17 november | 16 | 15:42     | Tempo 2                | 13,46 km | Jari-Matti Latvala | 7:28,9  | 107,94 km/u   | Sébastien Loeb  |
|        |             |    |           |                        |          |                    |         |               | Sébastien Loeb  |
| 3      | 18 november | 17 | 9:03      | Murley                 | 24,70 km | Mikko Hirvonen     | 13:19,9 | 111,16 km/u   | Sébastien Loeb  |
| 3      | 18 november | 18 | 9:51      | Fardross               | 14,77 km | Mikko Hirvonen     | 8:49,8  | 100,36 km/u   | Sébastien Loeb  |
| 3      | 18 november | 19 | 11:39     | Donegal Bay            | 14,06 km | Jari-Matti Latvala | 7:00,9  | 120,26 km/u   | Sébastien Loeb  |
| 3      | 18 november | 20 | 13:08     | Mullaghmore            | 2,38 km  | Petter Solberg     | 1:16,9  | 111,42 km/u   | Sébastien Loeb  |

| KP overwinningen   | KP overwinningen |
| Rijder             | Aantal           |
| ------------------ | ---------------- |
| Sébastien Loeb     | 9                |
| Daniel Sordo       | 4                |
| Mikko Hirvonen     | 2                |
| Jari-Matti Latvala | 2                |
| Chris Atkinson     | 1                |
| Marcus Grönholm    | 1                |
| Petter Solberg     | 1                |

## Kampioenschap standen

#### Rijders
|   | Pos. | Rijder          | Pnt. |
| - | ---- | --------------- | ---- |
| 1 | 1    | Sébastien Loeb  | 110  |
| 1 | 2    | Marcus Grönholm | 104  |
| = | 3    | Mikko Hirvonen  | 89   |
| = | 4    | Daniel Sordo    | 61   |
| = | 5    | Petter Solberg  | 42   |

#### Constructeurs
|   | Pos. | Constructeur               | Pnt. |
| - | ---- | -------------------------- | ---- |
| = | 1    | BP Ford World Rally Team   | 194  |
| = | 2    | Citroën Total WRT          | 173  |
| 1 | 3    | Stobart VK Ford Rally Team | 80   |
| 1 | 4    | Subaru World Rally Team    | 79   |
| = | 5    | OMV Kronos Citroën WRT     | 43   |

- Vetgedrukte tekst betekent wereldkampioen.
- Noot: Enkel de top 5-posities worden in beide standen weergegeven.